# Careproctus longipectoralis
Careproctus longipectoralis är en fiskart som beskrevs av Duhamel 1992. Careproctus longipectoralis ingår i släktet Careproctus och familjen Liparidae. Inga underarter finns listade.